# دنیس چانگ
دنیس چانگ (انگلیسی: Dennis Chung؛ زادهٔ ۲۴ ژانویهٔ ۲۰۰۱) بازیکن فوتبال است.
وی همچنین در تیم ملی فوتبال زیر ۲۳ سال فیلیپین بازی کرده‌است.